# Репный I
Репный I — курганный могильник, расположенный в Каменском районе Ростовской области на правом берегу реки Северский Донец.

## История
В 2000 году исследователями были проведены раскопки на территории курганного могильника под названием Репный I. Могильник представляет собой длинную цепь курганов, расположенных на водоразделе рек Северский Донец и Лихая. Во время проведения раскопок организаторам удалось исследовать несколько курганов. Трое из них относятся к категории «длинных» и были построены по одному типу — длина насыпи превышала ширины в два раза. Каменным панцирем была накрыта восточная часть курганов. Все три объекта создавались согласно одинаковым архитектурным принципам.
Также был обнаруженный четвертый курган, но он требовал проведения статиграфических и планиграфических наблюдений. При детальном исследовании обнаружилось, что в насыпи было применено чередование гумусных и глинистых слоев. Исследователями был сделан вывод, что курган выполнял роль семейно-родового кладбища.
Было изучено 7 погребений срубной культуры. Захоронения совершались в прямоугольных ямах. Среди инвентаря были обнаружены баночные и острореберные сосуды. Погребения располагались на юго-западной части кургана и были спрятаны под большой насыпью. Существуют предположения, что захоронения были сделаны в небольшой временной промежуток. Некоторые из них синхронны, у некоторых есть индивидуальные или групповые надмогильные холмики. Одним из этапов создания захоронений было придание кургану правильной подовальной формы. Для этого, существующие промежутки между насыпями в юго-восточной и северной частях кургана заполнялись слоями глинистых и гумусных досыпок. Для того, чтобы возвысить восточную часть насыпи, были сделаны две большие досыпки, которые перекрывали сверху северо-восточную дополнительную насыпь. Рядом действий была сформирована длинная курганная насыпь, высотой 1,5 метра и размерами 32х12-15 метров. Не до конца выясненным остается необходимость чередования гумусных и глинистых досыпок. Возможно, на это были причины культового характера. Среди курганов также найден один, который относится к эпохе поздней бронзы.